# 2010년 프랑스 레지옹 선거
2010년 프랑스 레지옹 선거는 26개의 레지옹의 주지사를 선출하기 위해 1차투표는 2010년 3월 14일에 2차투표는 2010년 3월 21일에 실시되었다.
이번 선거는 프랑스 사회당 (French Socialist Party, PS)을 비롯한 좌파진영이 전체 26개 지역 중 23개 지역을 장악하면서 승리했다.